# سری لمانز اروپایی
سری اروپایی لمانز (به اختصار ELMS ) یک سری مسابقات استقامتی اتومبیل‌های اسپورت اروپایی است که از مسابقات ۲۴ ساعته لو مان الهام گرفته شده و توسط باشگاه اتومبیل‌رانی غرب سازماندهی شده است. مسابقات لمانز اروپایی مشابه سری لمانز آمریکایی سابق (ALMS) مستقر در ایالات متحده آمریکا و کانادا است که بین سال‌های ۱۹۹۹ و ۲۰۱۳ با همکاری باشگاه اتومبیلرانی غرب (ACO) و ایمسا (IMSA) برگزار می‌شد. قهرمانان و نایب قهرمانان تیم ها در این مسابقات یک ورود خودکار به مسابقه ۲۴ ساعت لمانز سال بعد دریافت می کنند و می‌توانند در این مسابقه حضور پیدا کنند. این مسابقات در ابتدا با عنوان سری لمانز استقامتی قبل از تبدیل شدن به سری لمانز در سال ۲۰۰۶ نامگذاری شده بود، همچنین یک بار دیگر در سال ۲۰۱۲ نام این مسابقات عوض شد و از نامی که قبلاً توسط ایمسا در سال ۲۰۰۱ در مسابقات آمریکایی است سری استفاده شده بود، مجدداً استفاده شد و به سری لمانز اروپایی تبدیل شد.

## تاریخچه
دان پانوز در زمانی که به او اجازه داده شد قوانین و فرمول های مسابقه مسابقات ۲۴ ساعته لو مان را با ایجاد مسابقه‌ پتی لومان در سال ۱۹۹۸ به آمریکای شمالی بیاورد، دوباره تلاش کرد مجموعه ای را با الهام از پتی لومان بسازد. او سری مسابقات قهرمانی قدیمی ایمسا جی‌تی را خرید و به سری جدید لمانز آمریکا تبدیل کرد.

## تاریخچه لوگو
- لوگوی سری لمانز اروپایی استفاده شده در فصول ۲۰۰۴ و ۲۰۰۵
- لوگوی استفاده شده سری لمانز از سال ۲۰۰۶ تا پایان فصل ۲۰۱۱
- لوگوی سری لمانز اروپایی از سال ۲۰۱۲ تا پایان فصل سال ۲۰۱۷ استفاده شد
- لوگوی سری لمانز اروپایی که از سال ۲۰۱۸ تا پایان فصل ۲۰۲۳ استفاده شد